# Пробуждане (теленовела)
„Пробуждане“ (на испански: Alborada) е мексиканска теленовела от 2005 г., създадена от Мария Саратини, режисирана от Моника Мигел и продуцирана от Карла Естрада за „Телевиса“.
Това е третата теленовела (след Алондра и Истинска любов, и преди Изпепеляваща страст), продуцирана от Карла Естрада, която отвежда зрителите в определена историческа епоха. Действието в Пробуждане се развива в годините на испанско владичество в Мексико, което прави препратки към исторически събития като Светата Инквизиция.
В главните роли са Лусеро и Фернандо Колунга, а в отрицателните - Даниела Ромо, Луис Роберто Гусман и Мариана Гарса.

## Сюжет
Иполита Диас е млада жена, която живее в Панама със съпруга си, Антонио, и свекърва си, Аделайда. Като дете Антонио става сексуална жертва, затова той и Иполита не могат да консумират брака си. Аделайда иска да има внуче, а без този наследник – Антонио не може да получи наследството от чичо си Просперо.
Луис Манрике и Ареяно, мексикански благородник, пристига в Санта Рита, за да се погрижи за делата на братовчед си Диего, Графа Гевара, без да подозира, че това е било просто един капан, за да го убият.
Луис Манрике е съблазнен от нежността на Иполита и правят любов. Разкаял се, той си тръгва без да може Иполита да узнае името му. Единственото, което знае е, че той е от Мексико.

## Актьори
Част от актьорския състав:
- Лусеро – Мария Иполита Диас де Гусман / де Манрике (Графиня Де Гевара)
- Фернандо Колунга – Луис Манрике и Ареяно (истинският Граф Де Гевара)
- Даниела Ромо – Хуана Ареяно вдовица де Манрике
- Луис Алберто Гусман – Диего Ареяно и Мендоса (фалшивият Граф Де Гевара)
- Артуро Пениче – Антонио де Гусман и Пантоха
- Ернесто Лагуардия – Кристобал де Лара Монтемайор и Роблес
- Иран Кастийо – Каталина Ескобар Диас Монтеро / де Лара
- Валентино Ланус – Мартин Алварадо
- Моника Мигел – Модеста
- Мария Рохо – Виктория Мансера и Овиедо вдовица де Валдес
- Магда Гусман – Сара де Олвиедо
- Давид Остроски – Агустин де Корса
- Сули Монтеро – Аделайда Пантоха вдовица де Гусман
- Магда Карина – Сара де Олвиедо (млада)

## Премиера
Премиерата на Пробуждане е на 24 октомври 2005 г. по Canal de las Estrellas. Последният 90. епизод е излъчен на 24 февруари 2006 г.

## „Пробуждане“ в България
В България премиерата на сериала е през 2006 г. по телевизия Евроком, озвучен на български език. През 2008-2009 г. е второто излъчване по същата телевизия. Дублажът е на студио Доли. Ролите се озвучават от Адриана Андреева, Росен Плосков и Кристиян Фоков.